# Mundaka
Mundaka is een badplaats en een gemeente aan de noordkust van Spanje in de provincie Biskaje in de regio Baskenland, gelegen op 35 kilometer ten noordoosten van Bilbao.
Mundaka ligt aan de Golf van Biskaje, ten oosten van de grotere badplaats Bermeo, bij de monding van de rivier de Oco. De Oco vormt hier het estuarium Ría de Mundaka. Het strand van Mundaka is zeer gelief bij surfers, die zich hier jaarlijks in oktober treffen. De golven hier behoren tot de beste van Europa.

## Geografie
De gemeente heeft een oppervlakte van 4 km² en telde in 2001 1853 inwoners. Naast de plaats Mundaka bevinden zich in de gemeente ook de kleinere kernen Portuondo-Basaran en Arketas-Aranburu.
De gemeente grenst in het noorden en oosten aan de zee, in het zuiden aan de gemeente Sukarrieta en in het oosten aan Bermeo.

## Taal
In Mundaka wordt door 45 tot 80% van de bevolking Baskisch gesproken. In 1981 is de plaatsnaam officieel veranderd van het Spaanse Mundaca naar het Baskische Mundaka.

## Demografische ontwikkeling
Bron: INE, 1857-2011: volkstellingen
Abadiño · Abanto Zierbena · Ajangiz · Alonsotegi · Amorebieta-Etxano · Amoroto · Arakaldo · Arantzazu · Areatza · Arrankudiaga · Arratzu · Arrieta · Arrigorriaga · Artea · Artzentales · Atxondo · Aulesti · Bakio · Balmaseda · Barakaldo · Barrika · Basauri · Bedia · Berango · Bermeo · Berriatua · Berriz · Bilbao · Busturia · Derio · Dima · Durango · Ea · Elantxobe · Elorrio · Erandio · Ereño · Ermua · Errigoiti · Etxebarri · Etxebarria · Forua · Fruiz · Galdakao · Galdames · Gamiz-Fika · Garai · Gatika · Gautegiz Arteaga · Gernika-Lumo · Getxo · Gizaburuaga · Gordexola · Gorliz · Gueñes · Ibarrangelu · Igorre · Ispaster · Iurreta · Izurtza · Kortezubi · Lanestosa · Larrabetzu · Laukiz · Leioa · Lekeitio · Lemoa · Lemoiz · Lezama · Loiu · Mallabia · Markina-Xemein · Maruri-Jatabe · Mañaria · Mendata · Mendexa · Meñaka · Morga · Mundaka · Mungia · Munitibar-Arbatzegi Gerrikaitz · Murueta · Muskiz · Muxika · Nabarniz · Ondarroa · Urduña · Orozko · Ortuella · Otxandio · Plentzia · Portugalete · Santurtzi · Sestao · Sondika · Sopelana · Sopuerta · Sukarrieta · Trapagaran · Trucios-Turtzioz · Ubide · Ugao-Miraballes · Urduliz · Karrantza · Zaldibar · Zalla · Zamudio · Zaratamo · Zeanuri · Zeberio · Zierbena · Ziortza-Bolibar